# Linanthus floribundus
Linanthus floribundus là một loài thực vật có hoa trong họ Polemoniaceae. Loài này được (A. Gray) Greene ex Milliken mô tả khoa học đầu tiên năm 1904.